# Boninastrea boninensis
Espèce
Statut CITES
Boninastrea boninensis est une espèce de coraux appartenant à la famille des Merulinidae.